# Tùng Thiện
Tùng Thiện là một phường thuộc thành phố Hà Nội, thủ đô của Việt Nam. Phường được hình thành trên cơ sở sáp nhập các phường Xuân Khanh, phường Trung Sơn Trầm, xã Xuân Sơn, một phần của phường Trung Hưng, phường Sơn Lộc và xã Thanh Mỹ thuộc thị xã Sơn Tây cũ của Hà Nội, trong đợt Sáp nhập tỉnh, thành Việt Nam 2025.

## Hành chính
Phường Tùng Thiện được thành lập theo Nghị quyết số 1656/NQ-UBTVQH15 của Ủy ban Thường vụ Quốc hội Việt Nam, ban hành ngày 16 tháng 6 năm 2025. Theo đó, sắp xếp toàn bộ diện tích tự nhiên, quy mô dân số của phường Xuân Khanh, phường Trung Sơn Trầm, xã Xuân Sơn, một phần của phường Trung Hưng, phường Sơn Lộc và xã Thanh Mỹ thuộc thị xã Sơn Tây cũ, để thành lập phường Tùng Thiện.
Sau sắp xếp phường có diện tích tự nhiên 32,78 km2, quy mô dân số 43.439 người. Phía Bắc giáp phường Sơn Tây, và xã Minh Châu, phía Đông giáp xã Phúc Thọ, phía Nam giáp xã Đoài Phương và xã Yên Bài, phía Tây giáp xã Suối Hai. Trụ sở Đảng ủy Phường dự kiến đặt tại số 261 đường 413 thuộc xã Xuân Sơn cũ, trụ sở Ủy ban nhân dân Phường đặt tại số 66 đường Thanh Mỹ thuộc xã Thanh Mỹ cũ.